# Tufts Jumbos

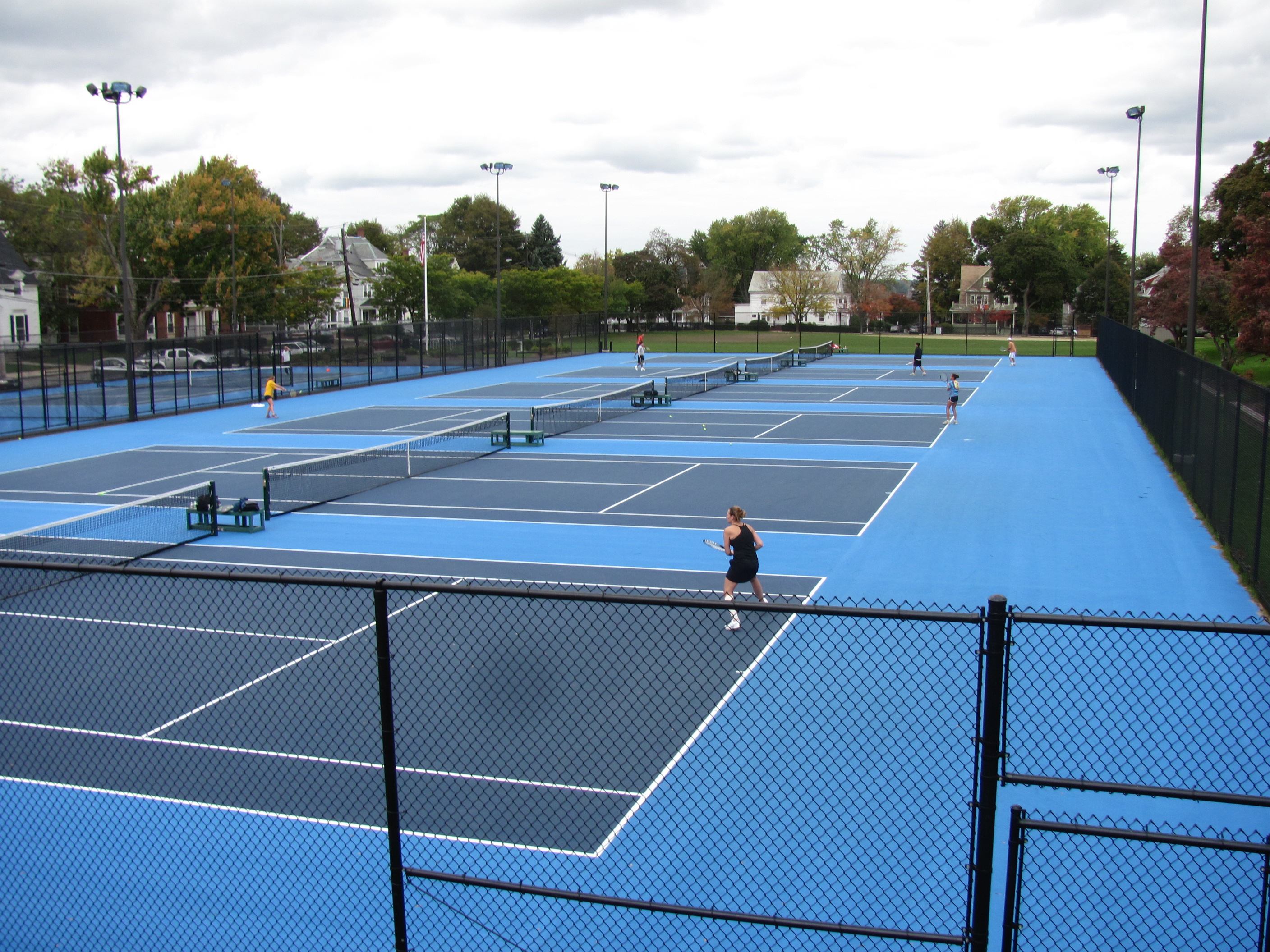
Pistas de tenis de Tufts

Tufts Jumbos (español: Jumbos de Tufts) es el nombre de los equipos deportivos de la Universidad Tufts, situada en Medford, Massachusetts. Los equipos de los Jumbos compiten en la División III de la NCAA, y forman parte de la New England Small College Athletic Conference en todos los deportes excepto en dos, vela y squash, disciplinas que la NCAA no organiza y en las que, por lo tanto, Tufts compite al amparo de otros organismos, en este caso la ICSA y la CSA.

## Deportes
Los Jumbos compiten en los siguientes deportes masculinos y femeninos:
| Masculino: - Baloncesto - Remo - Campo a través - Fútbol - Lacrosse - Tenis - Natación - Atletismo - Squash - Golf - Vela - Béisbol - Fútbol americano - Hockey sobre hielo | Femenino: - Baloncesto - Remo - Campo a través - Fútbol - Lacrosse - Tenis - Natación - Atletismo - Squash - Golf - Vela - Sófbol - Voleibol - Hockey sobre hierba - Esgrima |

## Vela
En vela, los Jumbos destacan especialmente, compitiendo en la conferencia New England Intercollegiate Sailing Association de la Inter-Collegiate Sailing Association of North America. Al no estar al amparo de la NCAA, sino de la ICSA, donde no hay divisiones, en este deporte compiten al máximo nivel, aunque tampoco concedan becas deportivas.
Ganaron ocho veces el Trofeo Leonard M. Fowle, el campeonato nacional por equipos en 2001, y más campeonatos nacionales a nivel individual que ninguna otra universidad.
Utilizan embarcaciones de la clase Lark, de las que disponen de 20 unidades, aunque también utilizan Lasers para las pruebas de un solo tripulante, poseyendo 6 unidades de estos barcos. La temporada se compone de la sesión de otoño y la sesión de primavera, con aproximadamente 80 regatas en otoño y 50 en primavera.
Varios campeones del mundo y olímpicos pasaron por el equipo de vela de Tufts; entre ellos, Tomas Hornos (promoción de 2010), campeón del mundo en la clase Snipe en 2007.